# Hestimoides ochreovittatus
Hestimoides ochreovittatus är en skalbaggsart som beskrevs av Stefan von Breuning 1950. Hestimoides ochreovittatus ingår i släktet Hestimoides och familjen långhorningar. Inga underarter finns listade i Catalogue of Life.